# Neu-Isenburg
Neu-Isenburg település Németországban, Hessen tartományban. Lakosainak száma 39 420 fő (2023. december 31.). Neu-Isenburg Langen (Hessen), Mörfelden-Walldorf és Dreieich községekkel határos.

## Népesség
A település népességének változása:
| Lakosok száma | 36 354 | 37 512 | 37 668 | 38 532 | 39 287 | 39 420 |
|               | 2014   | 2017   | 2019   | 2021   | 2022   | 2023   |